# 障壁岛

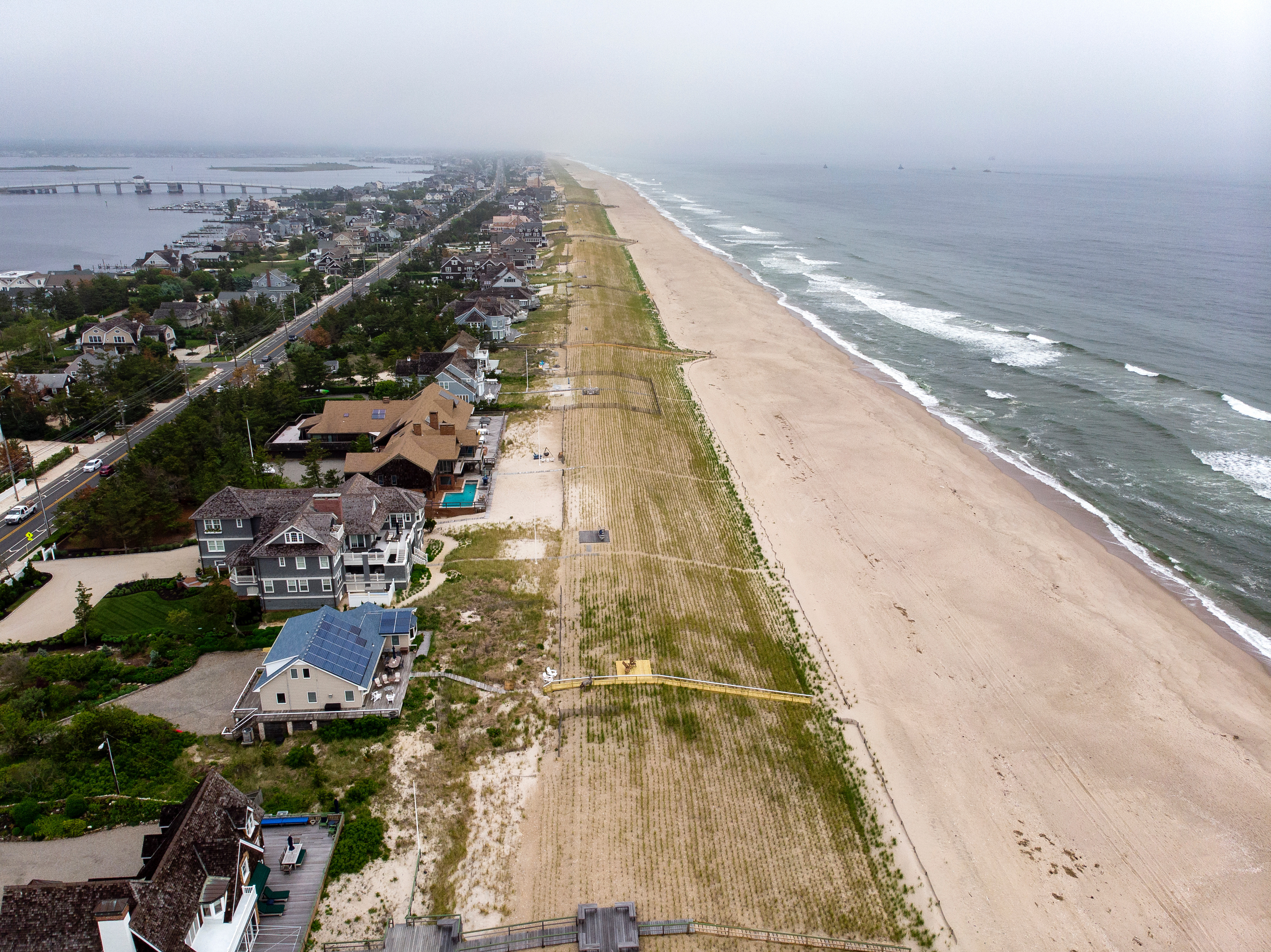
美国新泽西州巴尼加特湾（左）的屏障岛，其阻止了来自大西洋（右）的海浪冲击

障壁岛是一种沿海地貌，属于沙岛的一种，由海浪和潮汐作用形成，其通常由数个岛屿构成，与大陆海岸呈平行的链状，长者可有数百千米，岛链中有潮汐通道隔开。障壁岛长宽与潮差、波浪能、搬运作用、所在的海平面和海床等有关:144；而岛上的植被数则会影响岛的高度和演变进程。目前，全球约13%至15%的海岸线上分布有障壁岛，世界上最大的障壁岛是美国德克萨斯州的帕德雷岛，长182千米。
障壁岛的具体形状可能会因为如恶劣天气等因素影响，但期间岛屿会吸收能量，保护海岸线，并产生可以发展湿地的水域；此外，障壁岛中的潮汐通道也可能永久消失，使之成为包含障壁海滩的障壁半岛。

## 成因

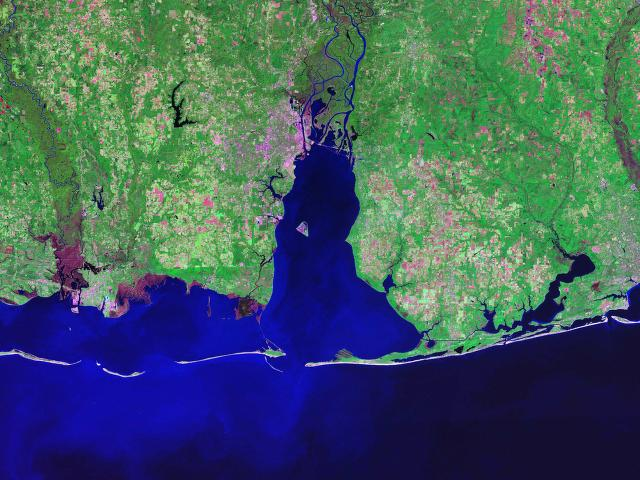
密西西比-阿拉巴马州障壁岛

障壁岛形成主要有岸外坝、沙嘴堆积和海滩淹没3种观点，但尚无任意一种观点足以支持所有障壁岛的形成和发展，现在的观点认为障壁岛由多种不同机制产生:144, 147。
- 岸外坝说：1845年，法国地质学家莱昂斯·埃利·德·博蒙特（Léonce Élie de Beaumont）发布学说认为进入浅水的波浪会搅动沙子，当波浪散开并失去大部分能量时，所裹挟的沙子就会以海底沙洲的形式沉积下来并开始垂直发育，最终形成障壁岛[6]:8，案例有美国安克洛特岛（Anclote Key）等。

- 沙嘴堆积说：1885年，美国地质学家格罗夫·卡尔·吉尔伯特（Grove Karl Gilbert）提出，屏障岛的沉积物来自沿海地区，沉积物在沿岸流中通过波浪搅动而在碎浪带中移动，进而形成从岬角起与海岸平行延伸的沙嘴，随后风浪冲破沙嘴，形成障壁岛[1]:144-145。

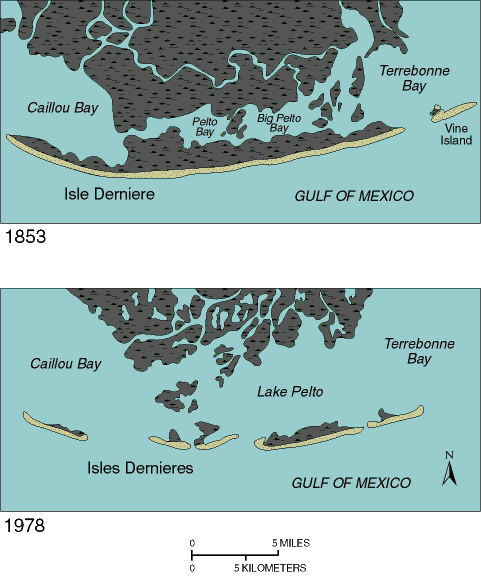
1853年和1978年的德尼尔群岛对比图，海浪作用使之与大陆分离

- 海滩淹没论：美国地质学家威廉·约翰·麦吉（William John McGee）在1890年推断，美国东部沿岸和墨西哥湾沿岸正被淹没并形成了许多被淹没的河谷（如拉里坦湾、特拉华湾和切萨皮克湾）。他认为，在淹没过程中，沿海的山脊与大陆分离，山脊的临近大陆一侧形成了泻湖[1]:145。他以密西西比-阿拉巴马州障壁岛为例，其海岸被淹没形成了障壁岛，但此在更精确地得到该地海岸地层和沉积物年龄后被证明是错误的[7]。